# XIX edició de la Mostra de València
La XIX edició de la Mostra de València, coneguda oficialment com a XIX Mostra de València - Cinema del Mediterrani, va tenir lloc entre el 15 i el 22 d'octubre de 1998 a València. Les projeccions es van fer a les sis sales dels Cines Martí de València. Es van projectar un total de 124 pel·lícules, de les que 47 (el 38 %) no són de països mediterranis: 12 a la secció oficial, 12 a la secció informativa, 9 a la Blaxploitation, 7 de l'homenatge a Aurora Bautista, 8 de l'homenatge a Antoni Ferrandis Monrabal, 7 del Cicle Iberoamericà, 12 del "Cicle Cinema de l'ex-Iugoslàvia", 7 de l'homenatge a Vicent Blasco Ibáñez, 20 del Cicle Andy Warhol, 22 de l'homenatge a Federico Fellini i 8 del Cicle Opera Prima. El cartell d'aquesta edició seria fet per Marisa Llongo Calabuig.
La gala d'inauguració fou presentada per Gemma Juan, Núria Roca, i Juanjo Prats, es va retre homenatge a Antoni Ferrandis i Aurora Bautista i hi va acudir Jeremy Irons. També es va entregar un premi als compositors Bruno Coulais per Don Juan de Jacques Weber i Pepe Nieto per La mirada del otro de Vicente Aranda. Es va projectar en primícia Living Out Loud de Richard LaGravenese i hi van assistir Pilar Bardem, José Luis López Vázquez, Mirta Miller, Esperanza Roy, Bárbara Rey, José Sancho, María Jiménez, Fernando Méndez-Leite Serrano i Mercè Sampietro.
També fou convidada per la Filmoteca Valenciana la directora Agnès Varda, i s'hi va mostrar La felicitat (1965) i Les cent i una nits (1994).
La gala de clausura fou presentada per Julio Tormo Ases i Laura Pérez Vehí, hi va assistir Joan Collins i Aurora Bautista.

## VII Congrés Internacional de Música al Cinema
Alhora s'hi va celebrar el VII Congrés Internacional de Música la Cinema, en el que es volia reconèixer el paper de la música al cinema. Fou nomenat presidenta d'honor la política valenciana María José Alcón Miquel i president honorífic Francis Lai, a qui es va retre homenatge i qui també va dirigir el concert inaugural interpretat per l'Orquestra de València al Palau de la Música de València. Hi participarien, a més, Piero Umiliani, Bruno Coulais, Carlo Siliotto, Dirk Brossé, Pepe Nieto, Roque Baños, J.M. Pagán, Sylvain Kassap i Sergio Miceli.

## Pel·lícules exhibides

### Secció oficial
- La Nuit du destin d'Abdelkrim Bahloul
- Arak el-balah de Redwan al-Kashif
- Saïd de Llorenç Soler
- Prison à domicile de Christophe Jacrot
- Prostatis oikogénias de Nikos Perakis
- Mar Baum d'Assí Dayan
- La stanza dello scirocco de Maurizio Sciarra
- Femmes... et femmes de Saâd Chraïbi
- Darb Al-Tabanat d'Ali Nassar
- Al-Terhal de Raymond Boutros
- Kiswâ al-khayt al-dhâi de Kalthoum Bornaz
- Çökertme de Tunca Yönder

### Secció informativa
- Petits Désordres amoureux d'Olivier Péray
- Per tutto il tempo che ci resta de Vincenzo Terracciano
- In barca a vela contromano de Stefano Reali

### Homenatges
A Aurora Bautista
- Pequeñeces (1950) de Juan de Orduña
- Teresa de Jesús (1961) de Juan de Orduña
- Locura de amor (1948) de Juan de Orduña
- La tía Tula (1964) de Miguel Picazo
- Extramuros (1985) de Miguel Picazo
- Divinas palabras (1987) de José Luis García Sánchez
- Amanece, que no es poco (1989) de José Luis Cuerda.

A Antoni Ferrandis Monrabal
- La escopeta nacional (1978) de Luis García Berlanga
- Rèquiem per un camperol (1985) de Francesc Betriu
- Parranda (1977) de Gonzalo Suárez
- Mi querida señorita (1972) de Jaime de Armiñán

Blaxplotation
- Cleopatra Jones (1973) de Jack Starrett
- Foxy Brown (1978) de Jack Hill
- Jackie Brown (1997) de Quentin Tarantino

Cicle Vicent Blasco Ibáñez
- Cañas y barro (1954) de Juan de Orduña
- Els quatre genets de l'apocalipsi de Vincente Minnelli
- Sangre y arena (1989) de Javier Elorrieta
- Blasco Ibáñez, la novela de su vida (1996) de Luis García Berlanga

A Andy Warhol
- Sleep (1964)
- Flesh (1968)
- Trash (1968)
- Heat (1972)
- Blood for Dracula (1974)
- Jo vaig disparar a l'Andy Warhol de Mary Harron (1996)
- Basquiat de Julian Schnabel (1996)

Cicle Federico Fellini
- Roma, ciutat oberta (1945)
- La strada (1954)
- Le notti di Cabiria (1957)
- Fellini 8 1/2 (1963)
- Giulietta degli spiriti (1965)
- Satiricó (1969)
- Amarcord (1973)
- Ginger e Fred (1986)

## Jurat
Fou nomenat president del jurat l'actor basc Imanol Arias i la resta del tribunal va estar format pel director tunisià Karim Dridi, el compositor francès Bruno Coulais, la cineasta italiana Francesca D'Aloja, el director veneçolà Alberto Arvelo Mendoza i el crític de cinema bosnià Asaf Džanić.

## Premis
- Palmera d'Or (2.000.000 pessetes): Mar Baum d'Assí Dayan [7][8]
- Palmera de Plata (800.000 pessetes): La stanza dello scirocco de Maurizio Sciarra
- Palmera de Bronze (500.000 pessetes): Saïd de Llorenç Soler
- Premi Pierre Kast al millor guió: Assí Dayan per mar Baum
- Menció a la millor interpretació femenina: Sonia Mankaï per La Nuit du destin d'Abdelkrim Bahloul
- Menció a la millor interpretació masculina: Suhel Haddad per Darb Al-Tabanat d'Ali Nassar
- Menció a la millor banda sonora: Anouar Brahem per Kiswâ al-khayt al-dhâi de Kalthoum Bornaz
- Menció a la millor fotografia: Arnaldo Catinari per La stanza dello scirocco de Maurizio Sciarra
- Premi del Públic: Girls' Night de Nick Hurran
- Premi Opera Prima: Mensaka de Salvador García Ruiz